# Kachan
Kachan (ou Kashan ; en persan : كاشان / Kâšân) est une ville d'Iran située entre Téhéran et Ispahan.
Kashan est la première des grandes oasis qui se trouvent le long de la route entre Qom et Kerman, dans les déserts du centre de l'Iran et son attrait est principalement dû au contraste entre les immensités des déserts et la verdure des oasis bien entretenues.

## Histoire

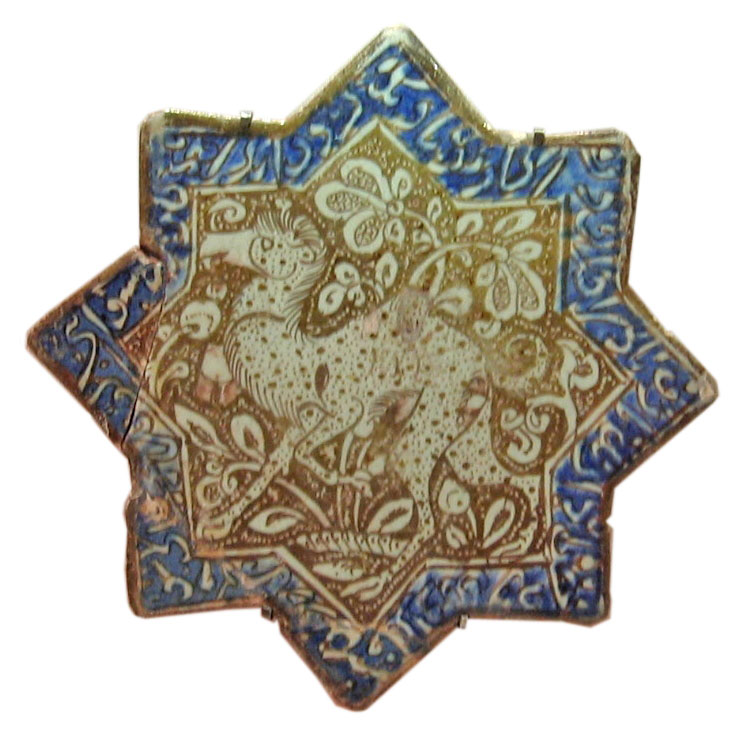
Carreau en étoile, kashi, fin XIIIe siècle, céramique siliceuse à décor de lustre métallique, musée du Louvre

L'oasis de Kachan fut habitée depuis la fin du VIe millénaire avant notre ère, comme en témoigne le site néolithique de Tepe Sialk en bordure de la ville actuelle. La cité de Kachan connut un développement notable sous l'impulsion de l'épouse du calife abbasside Hâroun ar-Rachîd (786-809). 
Au Moyen Âge, la ville est renommée pour ses ateliers de céramique, d'où le nom désignant le carreau de céramique en persan, kashi. 
Au XIe siècle, Malik Chah Ier de la dynastie seldjoukide y fait construire une forteresse dont les murs sont encore visibles aujourd'hui au centre de la ville. 
Kachan atteint son apogée avec les Séfévides. Chah Abbas Ier (1571-1629) l'enrichit de palais, de jardins et de bazars et se fait enterrer dans la ville.
En 1778, la ville subit un tremblement de terre. En 1852, le chancelier de Nassereddine Chah, Amir Kabir est assassiné dans le jardin de Fin.

## Monuments et attractions
Depuis le Moyen Âge, Kachan a été le foyer d'une intense vie intellectuelle et spirituelle, mais les édifices reflétant cette riche culture sont relativement récents : 
- la Mosquée Agha Bozorg et l'école théologique attenante, situées au centre de la ville, datent de la fin du XVIIIe siècle ;
- la Mosquée du Vendredi possède encore un minaret de 1073-74 et un mihrab en stuc seldjoukide, mais le reste de l'édifice date du XVIIIe siècle[2] ;
- le Bazar de Kachan présente une architecture d'un faste rare, notamment la coupole marchande  de Amin od-Dowleh, avec son grand puits de lumière achevé en 1868[3]. Le complexe du bazar abrite plusieurs mosquées et madreseh, des tombeaux, caravansérails, des arcades, des bains et des réservoirs d'eau.

On trouve à Kachan d'anciennes résidences traditionnelles de marchands ou de princes, telles
- la Maison des Tabatabaei,
- la Maison des Boroudjerdi,
- et la Maison des Abbassi.

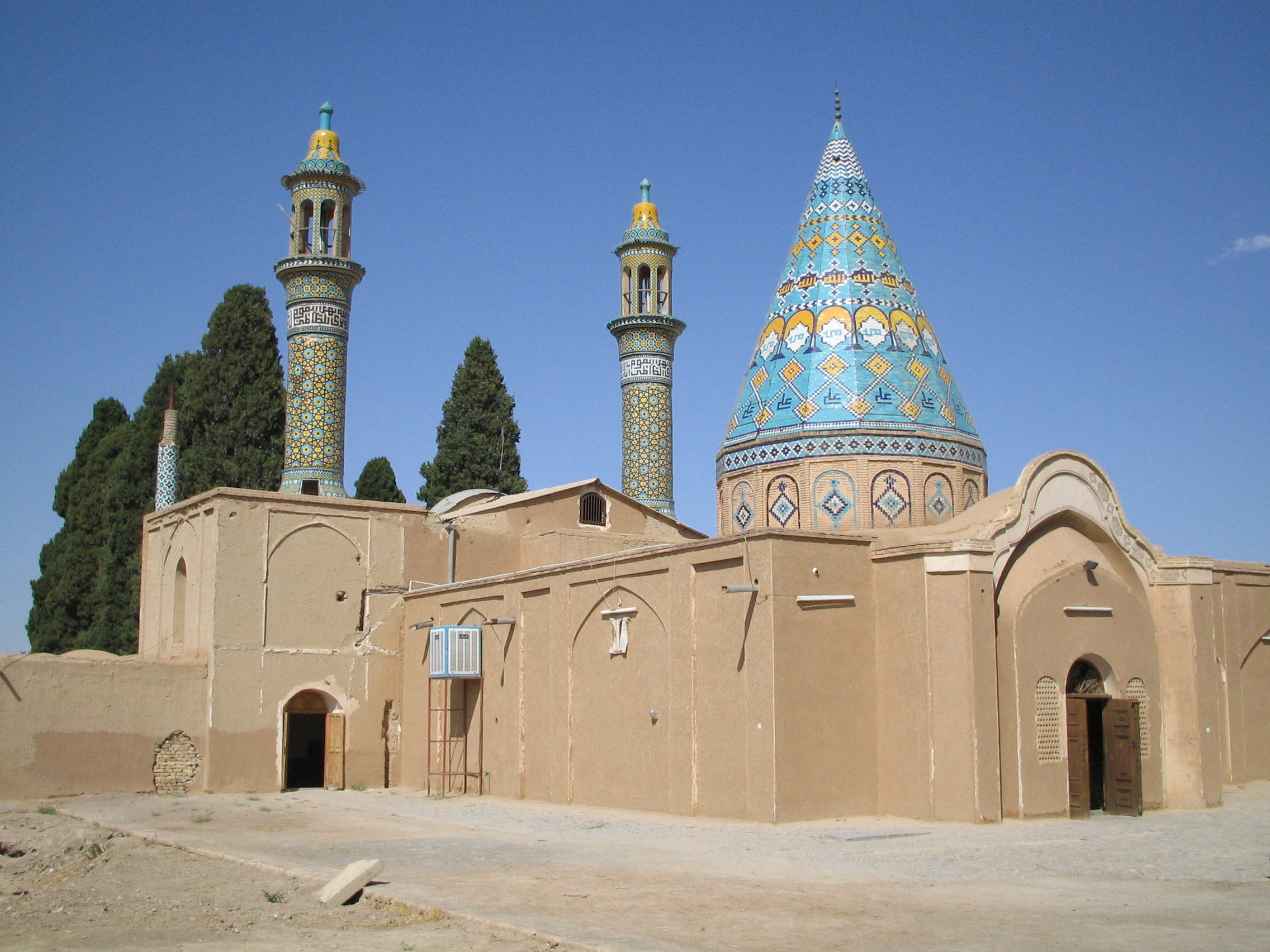
Mausolée Shahzadeh Ebrahim

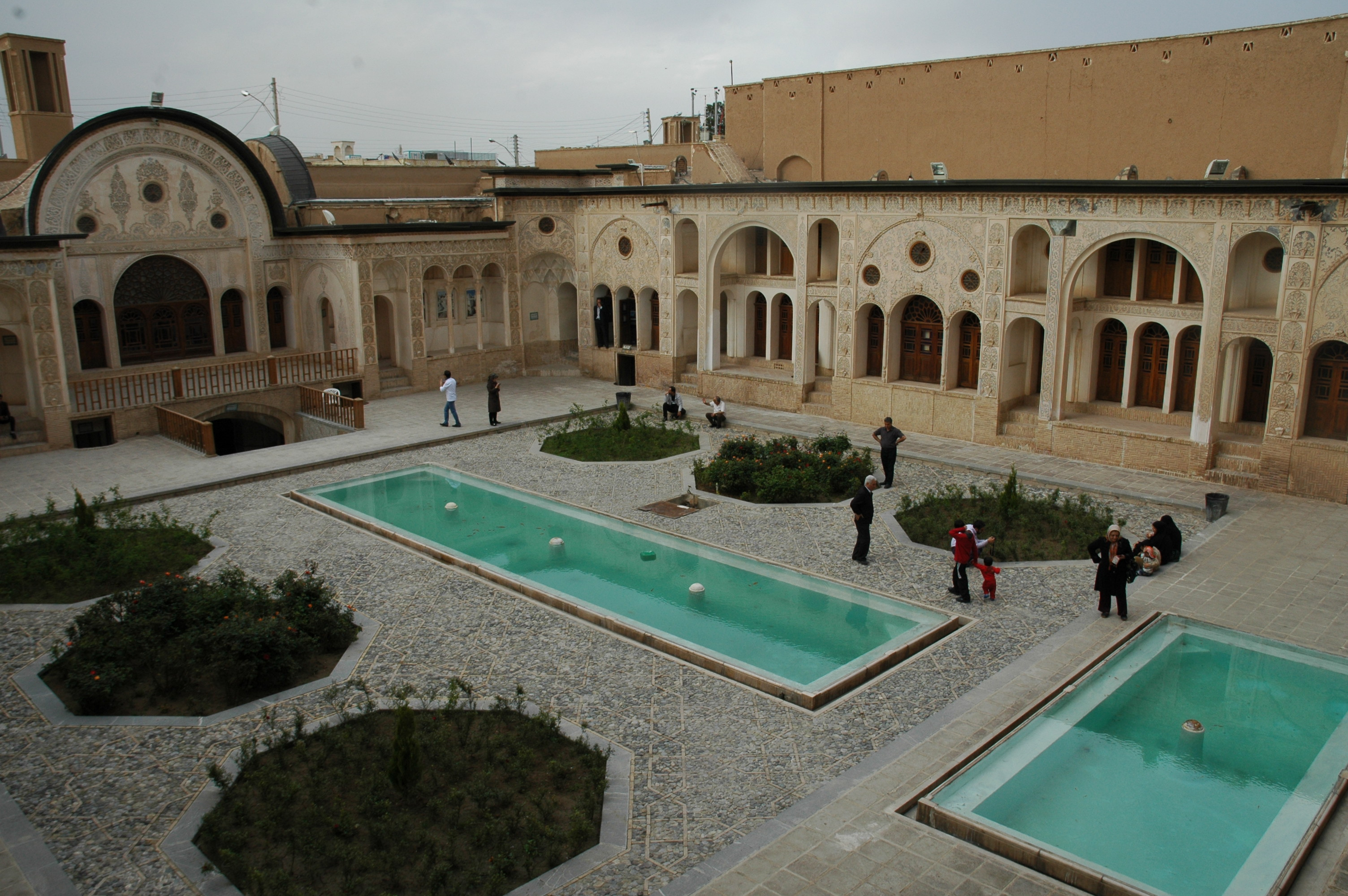
La Maison des Tabatabaei

Elles datent de l'époque Kadjar (XIXe siècle) et leur architecture présente des caractéristiques communes : elles sont agencées autour de cours rectangulaires agrémentées de bassins et bordées de pièces et d'iwans reliés par des passages. Leurs badguirs rappellent que Kachan se trouve aux portes du désert. Les pièces sont, suivant l'exposition, réservées à la saison hivernale ou estivale et une nette séparation est faite entre les espaces consacrés à la vie privée (andaroun) et ceux réservés à l'accueil des hôtes (biroun).
- À la sortie sud-ouest de la ville se trouve l'Imamzadeh Shahzadeh Ebrahim, mausolée au cône à facettes couvert de céramiques émaillées d'un turquoise clair et lumineux.
- Un peu plus loin, on découvre le jardin de Fin, archétype du jardin persan, qui abrite un pavillon et des bains où, en 1852, fut assassiné sur ordre impérial le chancelier Amir Kabir.

## Cuisine locale
Pour les amateurs de viande, Kashan a beaucoup à offrir. Parmi tous les repas, Gusht Lubia se démarque. Certains le considèrent comme Ab Gusht (un autre célèbre ragoût traditionnel iranien avec de la viande), Gusht Lubia est la spécialité de Kashani. Il se compose d'agneau et d'un ragoût de haricots rouges. Gusht Lubia est généralement servi avec Shevid Polo, qui est du riz avec des haricots de Lima et de l'aneth.

## Personnalités
- L'astronome al-Kachi, qui travailla avec le prince-astronome Oulough Beg à Samarcande au XIVe siècle, est originaire de Kashan.
- Kamal-ol-molk (Mohammad Ghaffari)
- Ehsan Naraghi
- Bahram Beyzai
- Sohrab Sepehri

## Jumelage
- Umeå (Suède)

## Galerie

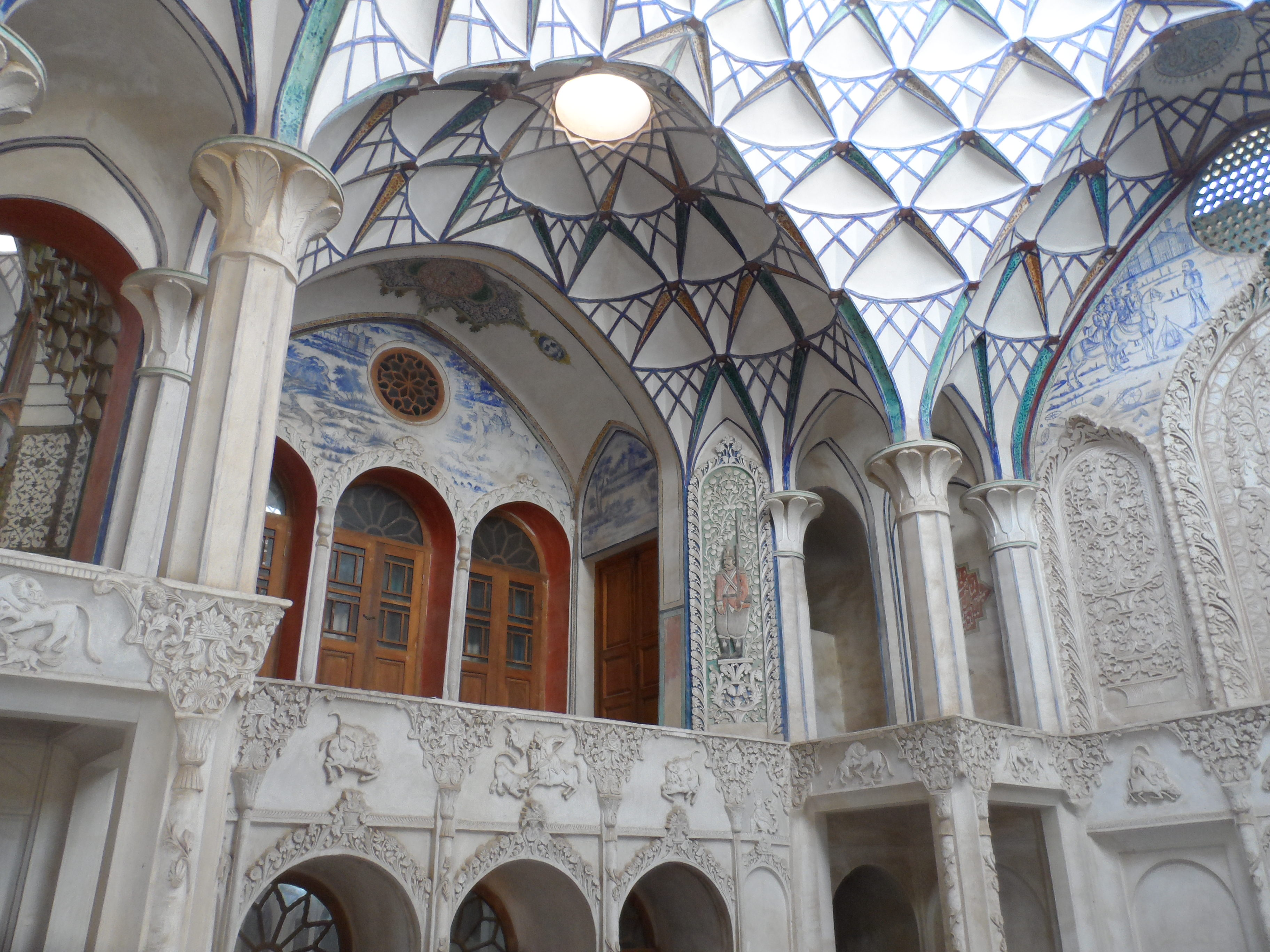
Hall principal de la maison marchande Boroujerdi
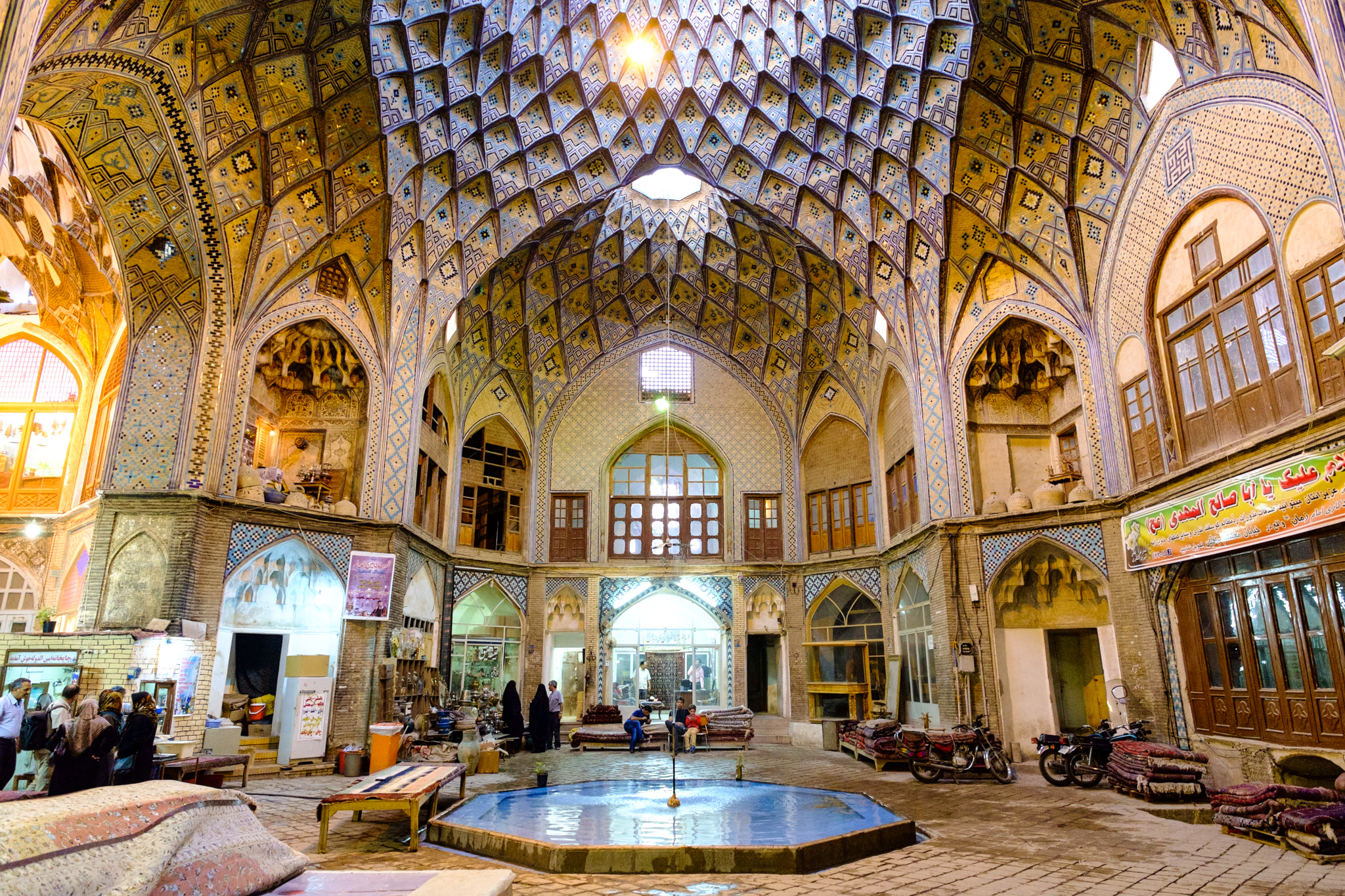
Puits de lumière au bazar de Kashan
Le plafond d'une citerne, dans la cité souterraine de Nushabad près de Kachan.